# 拉馬波
拉馬波（英語：Ramapo）是美國紐約州羅克蘭郡的一個城鎮。它成立於1791年，最初的名字為新漢普斯特德（New Hampstead），並於1828年更名為拉馬波。它與拉馬波河同名。根據2020年美國人口普查的數據顯示，拉馬波總人口為148,919人，是紐約州長島以外人口最多的城鎮。如果紐約州的所有城鎮都是城市，拉馬波將是紐約州第12大城市。拉馬波鎮總面積為160.16平方公里。
該鎮位於哈弗斯特勞以南、克拉克斯敦和奧蘭治敦以西。